# Lluís Bonaterra
Lluís Bonaterra i Gras (Figueres, Girona, 14 de març de 1890 - França 1952) va ser un compositor i pianista català.
Va iniciar l'estudi de solfeig a la jove edat de tres anys amb el seu pare i posteriorment, va continuar els seus estudis musicals a l'institut de la població de Figueres. Als nou anys va ccomençar a estudiar piano i a partir de llavors va enfocar tota la seva atenció cap a la música. A continuació, va traslladar-se a Barcelona, on va ser alumne de Granados i més tard de Vidiella. Seguidament es traslladaria a París per ingressar a l'Schola Cantorum, on va destacar per ser dels alumnes més capacitats. A París viuria dos anys fins que per raons de salut va veure's obligat a tornar a Barcelona, on va prosseguir les seves ensenyances amb Pedrell. Després de recuperar-se de la malaltia que l'havia obligat a abandonar París, el compositor català retorna a la capital francesa amb l'objectiu de reprendre la seva carrera acadèmica, que havia hagut d'interrompre. No obstant això, l'esclat de la Primera Guerra Mundial l'any 1914 el força a tornar a Barcelona una altra vegada.
Va fer diversos concerts a Catalunya, va pertànyer a la Societat d'Autors catalana. Durant aquesta etapa va compondre  obres com Nostalgia Recacens, una composició per a orquestra que va ser premiada l'any 1917 en el concurs de la revista Música que dirigia Jesús Aroca. També va fer arranjaments per trio de la Cubana, Andauza, Montañesca y Aragonesa de Falla.